# هوغو ليال
هوغو ليال هو ملحن ومحامي واقتصادي وسياسي برازيلي، ولد في 6 أغسطس 1962 في أورو فينو في البرازيل. نشط حزبياً في الحزب الاشتراكي البرازيلي. وقد انتخب النائب الاتحادي لريو دي جانيرو ‏ خلال فترته النيابية ‏ (1 فبراير 2019 – ) وانتخب عضو مجلس النواب البرازيلي ‏ خلال فترته النيابية ‏ وانتخب عضو مجلس النواب البرازيلي ‏.